# Eleições europeias de 2024 (Chipre)
As eleições europeias de 2024 no Chipre foram realizadas a 9 de junho e servirão para eleger os 6 deputados nacionais para o Parlamento Europeu durante as eleições europeias. Estas eleições serão realizadas ao mesmo tempo que as eleições autárquicas.
A Aliança Democrática voltou a vencer as eleições europeias, ao conseguir 25% e eleger 2 dos 6 eurodeputados em disputa.
A grande surpresa das eleições foi a eleição de Fidias Panayiotou, um Youtuber e TikToker popular com mais de 2 milhões de subscritores, que conseguiu ter mais de 19% e ficou apenas atrás dos dois grandes partidos cipriotas: a Aliança Democrática e o Partido Progressista do Povo Trabalhador.

## Representação parlamentar 2019-2024
A tabela mostra os deputados de acordo com a última informação do Parlamento Europeu:
| Partido Nacional | Partido Nacional                         | Deputados | Grupo parlamentar | Grupo parlamentar                                 |
| ---------------- | ---------------------------------------- | --------- | ----------------- | ------------------------------------------------- |
|                  | Aliança Democrática                      | 2 / 6     |                   | Grupo do Partido Popular Europeu                  |
|                  | Partido Progressista do Povo Trabalhador | 2 / 6     |                   | Esquerda Unitária Europeia/Esquerda Nórdica Verde |
|                  | Partido Democrata                        | 1 / 6     |                   | Aliança Progressista dos Socialistas e Democratas |
|                  | Partido Socialista EDEK                  | 1 / 6     |                   | Aliança Progressista dos Socialistas e Democratas |

| Grupo parlamentar | Grupo parlamentar                                 | Deputados |
| ----------------- | ------------------------------------------------- | --------- |
|                   | Grupo do Partido Popular Europeu                  | 2 / 6     |
|                   | Esquerda Unitária Europeia/Esquerda Nórdica Verde | 2 / 6     |
|                   | Aliança Progressista dos Socialistas e Democratas | 2 / 6     |

## Resultados oficiais
| Partido                 | Partido                                    | Votos   | %               | +/-   | Deputados | +/-     |
| ----------------------- | ------------------------------------------ | ------- | --------------- | ----- | --------- | ------- |
|                         | Aliança Democrática                        | 91 316  | 24,78 / 100,00  | 4,24  | 2 / 6     | Estável |
|                         | Partido Progressista do Povo Trabalhador   | 79 163  | 21,49 / 100,00  | 6,00  | 1 / 6     | 1       |
|                         | Fidias Panayiotou (Candidato independente) | 71 330  | 19,36 / 100,00  | Novo  | 1 / 6     | Novo    |
|                         | Frente Popular Nacional                    | 41 215  | 11,19 / 100,00  | 2,94  | 1 / 6     | 1       |
|                         | Partido Democrata                          | 35 815  | 9,72 / 100,00   | 4,08  | 1 / 6     | Estável |
|                         | Partido Socialista EDEK                    | 18 681  | 5,07 / 100,00   | 5,49  | 0 / 6     | 1       |
|                         | Volt Chipre                                | 10 777  | 2,92 / 100,00   | Novo  | 0 / 6     | Novo    |
|                         | Alinhamento Democrático                    | 7 988   | 2,17 / 100,00   | 1,63  | 0 / 6     | Estável |
|                         | Movimento Ambiental e Ecologista           | 4 742   | 1,29 / 100,00   | -     | 0 / 6     | -       |
|                         | Movimento dos Caçadores Cipriotas Unidos   | 4 603   | 1,25 / 100,00   | Novo  | 0 / 6     | Novo    |
|                         | Outros (com menos de 1,00%)[parcial?]      | 2 825   | 0,77 / 100,00   |       | 0 / 6     |         |
| Votos inválidos         | Votos inválidos                            | 33 821  | 8,41 / 100,00   | 5,79  |           |         |
| Total                   | Total                                      | 402 276 | 100,00 / 100,00 |       | 6 / 6     |         |
| Eleitorado/Participação | Eleitorado/Participação                    | 683 432 | 58,86 / 100,00  | 13,87 |           |         |
| Fonte                   | Fonte                                      | [ 6 ]   | [ 6 ]           | [ 6 ] | [ 6 ]     | [ 6 ]   |

## Representação parlamentar (2024-2029)

### Partidos nacionais
| Partido | Partido                                    | Deputados | Grupo parlamentar | Grupo parlamentar                                 |
| ------- | ------------------------------------------ | --------- | ----------------- | ------------------------------------------------- |
|         | Aliança Democrática                        | 2 / 6     |                   | Grupo do Partido Popular Europeu                  |
|         | Partido Progressista do Povo Trabalhador   | 1 / 6     |                   | A Esquerda no Parlamento Europeu - GUE/NGL        |
|         | Fidias Panayiotou (Candidato independente) | 1 / 6     |                   | Não inscritos                                     |
|         | Frente Popular Nacional                    | 1 / 6     |                   | Reformistas e Conservadores Europeus              |
|         | Partido Democrata                          | 1 / 6     |                   | Aliança Progressista dos Socialistas e Democratas |

### Grupos parlamentares europeus
| Grupo parlamentar | Grupo parlamentar                                 | Deputados |
| ----------------- | ------------------------------------------------- | --------- |
|                   | Grupo do Partido Popular Europeu                  | 2 / 6     |
|                   | A Esquerda no Parlamento Europeu - GUE/NGL        | 1 / 6     |
|                   | Aliança Progressista dos Socialistas e Democratas | 1 / 6     |
|                   | Não inscritos                                     | 1 / 6     |
|                   | Reformistas e Conservadores Europeus              | 1 / 6     |